# Fredrik Stoor
Fredrik Stoor (Stockholm, 28 februari 1984) is een voormalig Zweeds voetballer die als verdediger speelde. Stoor speelde voor onder andere Hammarby IF, Rosenborg BK, Fulham FC en Derby County. Hij debuteerde in 2008 in het nationale elftal van Zweden.

## Interlandcarrière
Onder leiding van bondscoach Lars Lagerbäck maakte hij zijn debuut voor Zweden op 13 januari 2008 in de vriendschappelijke uitwedstrijd tegen Costa Rica (0-1), net als Mattias Bjärsmyr (IFK Göteborg), Suleyman Sleyman (Hammarby IF), Peter Larsson (Halmstads BK), Behrang Safari (Malmö FF), Oskar Rönningberg (Helsingborgs IF), Louay Chanko (Hammarby IF), Andreas Dahl (FC Nordsjælland) en Johan Oremo (Gefle IF).